# イロメン〜十人十色〜
『イロメン〜十人十色〜』は、田村由美による日本の漫画作品。『Cocohana』（集英社）にて、2012年10月号から2020年9月号まで連載。名前に色がつく社員たちが色にちなんだ会話劇を毎回行うショート漫画。田村由美にとっては、2006年に連載が開始された、『猫mix幻奇譚とらじ』以来の雑誌連載作。

## エピソード
地球滅亡後の長編漫画が多い田村だが、今回の主な舞台は現代のオフィス。田村によれば、「オフィスは直線が多く描くのが大変」という。業界初の「イロ漫画」というキャッチフレーズがつけられている。また、田村としては初の集英社の雑誌での連載。
登場人物は、『秘密戦隊ゴレンジャー』などで確立された、赤はリーダー、青はクールな2番手というような“色キャラ”の意味付けが基となっている。

## 登場人物
青木 晴臣（あおき はるおみ）
主人公。青田買いされ十色商事に入社した。リーダー色である赤の登場にライバル心を燃やす。
赤木 譲（あかぎ じょう）
ニューヨーク支社帰りのエリート。体格が良い。美和子とはニューヨーク支社で一緒に仕事をしていた。
緑川 摩利夫（みどりかわ まりお）
社交性が高く、特に青木とつるんでいる。愛されキャラ。双子の兄弟がいる。
桃栗 はるか（ももぐり はるか）
真面目な女子社員だが、青木に「桃か栗か」と聞かれた際には「栗」と答えるとぼけた一面もある。
枯枝 大樹（かれえだ だいき）
非力で少食。5色揃えたい青木により、「枯枝=かれえだ=カレーだ」というこじつけにより、黄色に認定された。当初は拒んでいたが、徐々に馴染んでいく。
黒仏 樽馬（くろふつ たるま）
十色商事部長。放っておくとすぐに色談義に花を咲かせてしまう部下たちを度々叱咤するが、自身も得意気に色談義に参加している。
美和子・ホワイト（みわこ・ほわいと）
秘書課と青木達の部署を行き来している。赤木と同じくニューヨーク支社帰り。
灰谷 大也（はいたに だいや）
常務。ロマンスグレーの紳士。
大紫 紫乃（おおむらさき しの）
危機管理課。社長の姪御。美女。
栗山 真栗（くりやま まくり）
栗山産業の御曹司。緑川とは高校時代の同級生。いつも甘栗を持ち歩いている。理想のタイプは栗原小巻。

## 書誌情報
- 田村由美『イロメン〜十人十色〜』 集英社〈マーガレットコミックス〉、全4巻
  1. 2014年4月25日発売[6]、ISBN 978-4-08-845201-2
  2. 2016年4月25日発売[7]、ISBN 978-4-08-845560-0
  3. 2018年8月24日発売[8]、ISBN 978-4-08-844090-3
  4. 2020年9月25日発売[9]、ISBN 978-4-08-844375-1